# Seadrift, Texas
Seadrift là một thành phố thuộc quận Calhoun, tiểu bang Texas, Hoa Kỳ. Năm 2010, dân số của xã này là 1364 người.

## Dân số
- Dân số năm 2000: 1352 người.
- Dân số năm 2010: 1364 người.

## Lịch sử
Thổ dân da đỏ xưa sinh sống ở khu vực Seadrift nhưng đến thập niên 1850 thì rút lui hẳn. Di dân gốc Đức tiến vào khoảng thập niên 1840 và lập nên thị trấn Lower Mott. Năm 1888 ngôi làng chính thức mang tên Seadrift, có bưu điện. Năm 1909 mở tuyến xe lửa qua Seadrift nhưng cơn bão năm 1919 gần như hoàn toàn phá hủy thị trấn này.
Với địa điểm ở cửa sông Guadalupe nơi thông với Vịnh San Antonio, Seadrift là bến cá nơi thuyền chài đi biển về neo đây gỡ các mẻ hải sản xuống bến. Kể từ sau khi miền Nam thất thủ thì người Việt tỵ nạn cũng bắt đầu có mặt ở Seadrift làm nghề chài từ năm 1978. Không lâu sau đó thì có những vụ xung đột giữa dân da trắng bản xứ và người tỵ nạn, kết thúc với vụ nổ súng chết người. Bốn tàu cá người Việt bị đốt trả đũa. Phạm nhân là người Việt nhưng tòa án xử rằng can phạm đã nổ súng tự vệ nên bãi án.